# Bandera de Ghana
La bandera de Ghana, dissenyada per Theodosia Salome Okoh, és composta de tres bandes horitzontals de color vermell, groc i verd, els colors del panafricanisme. Al centre hi ha una estrella negra de cinc puntes que recorda que fou el primer país africà que va obtenir la independència al segle xx i la unitat en la lluita contra el colonialisme. És la bandera oficial del país des del 6 de juny de 1957.

## Construcció i dimensions

Plantilla de construcció de la bandera.

### Colors
El color groc representa la riquesa de Ghana, l'or. El verd és el color de la natura i els recursos naturals, i el vermell és la sang vessada per aconseguir la independència.
Segons el Manual editat per als Jocs Olímpics de Londres 2012 defineix segons el model de color Pantone els colors de la següent manera:
| Model de color | Vermell     | Groc        | Verd       | Negre   |
| -------------- | ----------- | ----------- | ---------- | ------- |
| Pantone        | 032C        | 109C        | 355C       | Negre   |
| RGB            | 239, 51, 64 | 255, 199, 0 | 0, 150, 57 | 0, 0, 0 |
| HTML           | #EF3340     | #FFC700     | #009639    | #000000 |

Els models RGB i HTML s'han extret a patir dels codis de Pantone descrits al manual.

## Banderes històriques

Colònia britànica de Costa d'Or 1821-1957)
Unió d'Estats Africans, unió de Ghana–Guinea (1958-1961)
Unió d'Estats Africans, unió de Ghana–Guinea-Mali (1961-1963)
Ghana (1964–1966).